# Солин
Со́лин (хорв. Solin, др.-греч. Σαλώνα, лат. Salonae) — город в Хорватии, расположен в 8 км севернее центра города Сплит на Адриатическом море.
Фактически Солин является пригородом Сплита.

## История
Укреплённый портовый город был основан иллирийцами, а в IV веке до н. э. его завоевали греки. В то время город занимал выгодное стратегическое положение на реке Ядро на перекрёстке путей, ведущих вдоль побережья, и древней дороги через ущелье из Клиса вглубь страны.
В I веке до н. э. Гай Юлий Цезарь дал городу статус римской колонии Салона, ставшей административным и промышленным центром римской провинции Иллирия, позднее — Далмация. Римский император Диоклетиан, предположительно, родившийся в этом городе, пожаловал Салоне почётный титул императорской фамилии «Валерия».

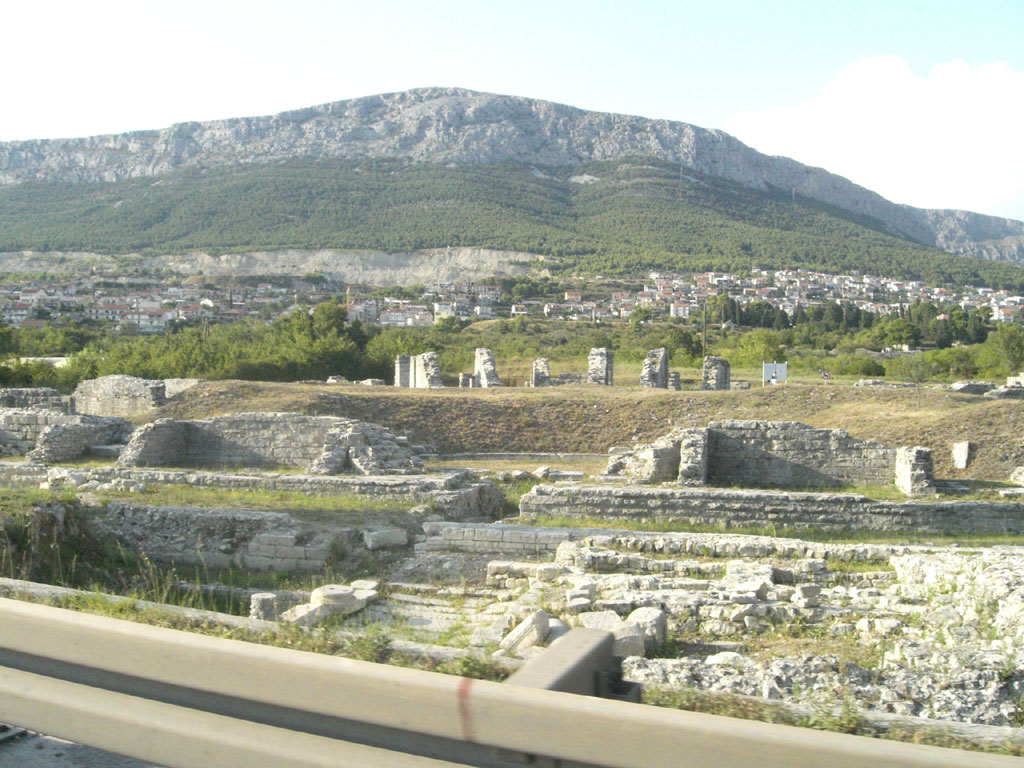
Руины римского театра

В промежутке между IV и VI веками Салона стала важным центром раннего христианства, о чём свидетельствуют многочисленные археологические находки.
В период расцвета в городе проживало в четыре раза больше жителей, чем в наши дни.
Около 614 года Салона была разрушена и разграблена славянами и аварами: после этих событий город утратил своё значение.
Тем не менее, сохранились руины дворца императора Диоклетиана. В начале XX века на месте города велись раскопки, инициированные Ф. Буличем.

## Достопримечательности
- руины римского Форума с храмом и театром
- развалины римских ворот и городских стен
- руины амфитеатра (II век)
- римское и раннехристианское кладбище и руины монастыря

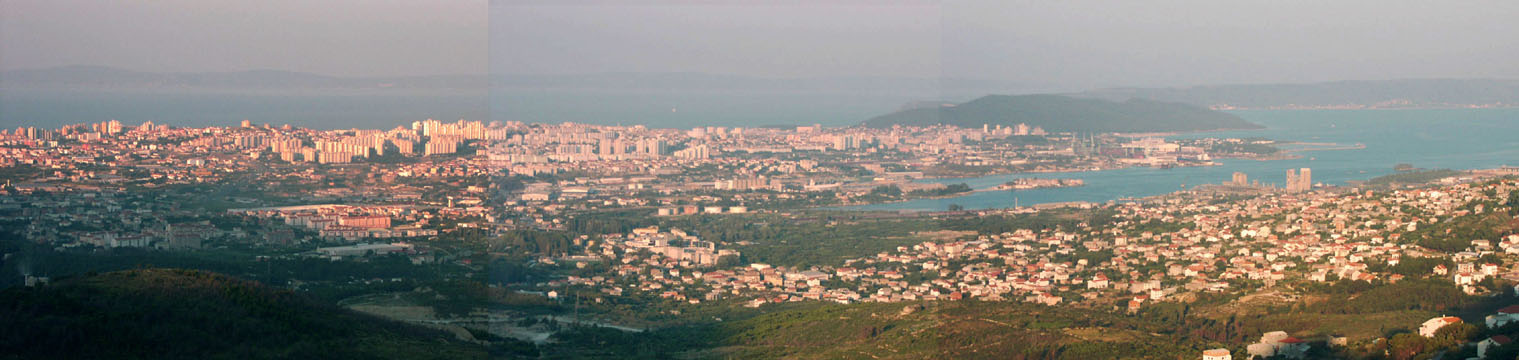
Панорама Солина

- археологический музей